# Gabriel Knight: Sins of the Fathers
Gabriel Knight: Sins of The Fathers – komputerowa gra przygodowa produkcji Sierra On-line, wydana w 1993 roku. Głównym projektantem gry była Jane Jensen, współautorka scenariuszy (wraz z Robertą Williams) do takich gier jak Police Quest III, Eco Quest czy Kings Quest VI. Gra jest tradycyjną przygodówką wskaż i kliknij, a jej akcja podzielona jest na dziesięć kolejnych etapów (dni), do których można przejść po dokonaniu określonych czynności w etapie poprzednim.
Gra została wydana w dwóch wersjach: na dyskietce 3,5 cala oraz na płycie CD, gdzie wszystkie dialogi zostały nagrane w formie cyfrowej (w nagraniu udział wzięli m.in. Tim Curry, Mark Hamill, Leah Remini, Michael Dorn czy Efrem Zimbalist Jr.)
15 października 2014 roku na platformach Windows, OS X, iOS i Android ukazał się jej remake zatytułowany Gabriel Knight: Sins of The Fathers 20th anniversary edition.

## Fabuła
Akcja gry przenosi gracza do Nowego Orleanu, gdzie pokieruje losami tytułowego Gabriela Knighta, właściciela księgarni ze starymi książkami i pisarza amatora. W momencie zawiązania akcji, Nowym Orleanem wstrząsa brutalne morderstwo, noszące znamiona rytualnego mordu związanego z kultem voodoo – a bohater postanawia wykorzystać swoje znajomości w policji, a konkretniej przyjaciela, Franka Mosely'ego, aby dotrzeć do szczegółów śledztwa i wykorzystać je w swojej najnowszej powieści.
To co jednak zaczyna się niewinnie przybiera niespodziewany obrót, w rezultacie Gabriel dociera do świata tajemnego kultu voodoo, a także powodów koszmaru, który śnił mu się niemal każdej nocy. Aby rozwiązać tajemnice odwiedzi m.in. takie miejsca jak Uniwersytet Tulane, Katedrę św. Ludwika, Jackson Square, French Quarter, Jezioro Pontchartrain czy Cmentarz św. Ludwika (wszystkie to rzeczywiste miejsca w Nowym Orleanie), a także lokacje w Bawarii czy Afryce, a pomagać mu w tym będą wcześniej wspomniany sierżant Frank Mosely oraz pracownica księgarni, Grace Nakimura.